# Atractodes cultellator
Atractodes cultellator är en stekelart som beskrevs av Alexander Henry Haliday 1838. Atractodes cultellator ingår i släktet Atractodes och familjen brokparasitsteklar. Inga underarter finns listade.